# Yatesville (Geórgia)
Yatesville é uma cidade  localizada no estado americano de Geórgia, no Condado de Upson.

## Demografia
Segundo o censo americano de 2000, a sua população era de 408 habitantes.
Em 2006, foi estimada uma população de 395, um decréscimo de 13 (-3.2%).

## Geografia
De acordo com o United States Census Bureau tem uma área de
2,3 km², dos quais 2,3 km² cobertos por terra e 0,0 km² cobertos por água. Yatesville localiza-se a aproximadamente 235 m acima do nível do mar.

## Localidades na vizinhança
O diagrama seguinte representa as localidades num raio de 20 km ao redor de Yatesville.